# Тирс
Тирс (др.-греч. θύρσος) — деревянный жезл или посох, увитый плющом и виноградными листьями; сделан из стебля ферулы (Ferula communis), увенчанного сосновой шишкой; атрибут древнегреческого бога рождающих сил природы и вина Диониса, а также его свиты — сатиров и менад. Непременный атрибут дионисических мистерий, символ человеческого созидающего начала.
Древнегреческое слово θύρσος, вероятно, заимствовано из анатолийской ветви индоевропейских языков. Соответствует лувийскому tuwarsa-, «вино».
У вакханок он был кедровым и также обвитым плющом и виноградными листьями.
Впервые слово засвидетельствовано в комедии Кратина «Дионис-Александр» (430 г. до н. э.).
Авторы ЕЭБЕ считают тирс аналогом пальмовой ветви праздника Кущей.